# Analitička geometrija
Analitička geometrija je grana geometrije u kojoj se koriste algebarske metode prvenstveno linearne algebre da bi se riješili geometrijski problemi.
Metoda analitičke geometrije se koristi u svim primijenjenim znanostima, ali posebno unutar fizike, npr. za opis putanje planeta.
Prvo se je analitička geometrija bavila pitanjima planeta i tzv. euklidskom geometrijom (prostornom geometrijom).

## Koordinatni sustav
Osnova analitičke geometrije je korištenje koordinatnog sustava. Obično se koristi Kartezijev koordinatni sustav.

## Analitička geometrija u R2

### Koordinatni sustav i transformacije
Sa (x, y) označavaju se početne koordinate a sa (x', y') nove

#### Paralelno pomjeranje
Ako x0, y0 su koordinate koordinatnog početka u novom sistemu, onda vrijedi:
{\displaystyle x'=x-x_{0},\quad y'=y-y_{0}\,}

#### Rotacija
Ako se kut rotiranja {\displaystyle \alpha } smatra pozitivnim( kut kojim se pozitivni x-os treba pomjerati da bi se podudarii s pozitivnim y-osom) onda su formule za transformaciju:
{\displaystyle x'=x\cos \alpha +y\sin \alpha \quad x=x'\cos \alpha -y'\sin \alpha \,}
{\displaystyle y'=y\cos \alpha -x\sin \alpha \quad y=x'\sin \alpha +y'\cos \alpha \,}

### Udaljenost između dvije točke
Udaljenost između točaka (x1, y1) i (x2, y2) je:
{\displaystyle {\sqrt {(x_{2}-x_{1})^{2}+(y_{2}-y_{1})^{2}}}\,}

### Površina trokuta
Ako vrhovi trokuta imaju koordinate (x1, y1),
(x2, y2) i
(x3, y3), njihova površina je
{\displaystyle \pm T={\frac {1}{2}}{\begin{vmatrix}x_{1}&y_{1}&1\\x_{2}&y_{2}&1\\x_{3}&y_{3}&1\end{vmatrix}}=}
{\displaystyle ={\frac {1}{2}}[x_{1}(y_{2}-y_{3})+x_{2}(y_{3}-y_{1})+x_{3}(y_{1}-y_{2})]\,}
Da bi T bilo pozitivno, moraju točke (x1,y1),
(x2, y2) i
(x3, y3) slijediti jedna drugu u pozitivnom pravcu, tj. suprotno smjeru kretanja kazaljki na satu.

### Dijeljenje udaljenosti
Ako se udaljenost između točaka (x1, y1) och (x2, y2), dijeli u odnosu na  m/n koordinate će biti:
{\displaystyle x={\frac {mx_{2}+nx_{1}}{m+n}},\quad y={\frac {my_{2}+ny_{1}}{m+n}}\,}

### Koeficijent kuta pravca
Neka {\displaystyle \alpha } je kut koji pravac zatvara s x-osom. Ako pravac prolazi kroz točke (x1, y1) i (x2,y2) onda je oeficijent kuta pravca:
{\displaystyle \tan \alpha ={\frac {y_{2}-y_{1}}{x_{2}-x_{1}}};\quad x_{1}\neq x_{2}\,}

### Jednadžba pravca
Jednadžba pravca je jednadžba prvog reda po x i y i opća formula je 
{\displaystyle Ax+By+C=0\,}
Svaka jednadžba prvog reda predstavlja pravca.
{\displaystyle x=a\,}
znači pravac paralelan s y-osom i 
{\displaystyle y=b\,}
pravac paralelan s 
är en linje parallell med x-osom.
{\displaystyle y=k\,x\,}
je pravac kroz koordinatni početak.

#### k-formula
Pravac se može napisati i u obliku
{\displaystyle y=k\,x+m\,}
ako je pravac paralelan s y-osom, tj. B är različit od nule. Ovdje je k koeficijent kuta pravca
{\displaystyle k=-{\frac {A}{B}},\quad m=-{\frac {C}{B}}\,}
i m y-koordinate dodira pravca s y-osom.

#### Presjek
Parametri presjecanja su točke presjeka pravaca x-ose i y-ose i pišu se
{\displaystyle {\frac {x}{a}}+{\frac {y}{b}}=1}
gdje a je x-koordinata za točku presjeka pravca s x-osom a b je y-koordinata za točku presjeka pravca s y-osom ili
{\displaystyle a=-{\frac {C}{A}},\quad b=-{\frac {C}{B}}\,}

#### Standardni oblik
{\displaystyle x\cos \alpha +y\sin \alpha -m=0\,}
je standardni oblik pravca.
{\displaystyle \alpha } och m bestäms ur
{\displaystyle m=-{\frac {C}{\sqrt {A^{2}+B^{2}}}},}
{\displaystyle \cos \alpha ={\frac {A}{\sqrt {A^{2}+B^{2}}}},\quad \sin \alpha ={\frac {B}{\sqrt {A^{2}+B^{2}}}}}
Znak kvadratnog korijena se bira tako da m bude pozitivno.
m je dužina normale iz koordinatnog početka do pravca i {\displaystyle \alpha } je kut te normale s  x-osom.

#### Udaljenost točke od pravca
Pravac napisan u standardom obliku
{\displaystyle x\cos \alpha +y\sin \alpha -m=0\,}
Onda je udaljenost točke P s koordinatama (x1,y1):
{\displaystyle p=\pm (x_{1}\cos \alpha +y_{1}\sin \alpha -m)\,}
gdje se znak + bira ako koordinatni početak i  P leže na različitim stranama pravca.

#### Formula pravca kroz jednu točku
Jednadžba za pravac kroz točku (x1, y1) s kutnim koeficijentom  k je
{\displaystyle y-y_{1}=k(x-x_{1})\,}

#### Formula pravca kroz dvije točke
Jednadžba za pravac kroz točke (x1, y1) i  (x2, y2) je
{\displaystyle y-y_{1}={\frac {y_{2}-y_{1}}{x_{2}-x_{1}}}(x-x_{1})\,}

#### Kut između dva pravca
Ako su koeficijenti kuta pravca k1 i k2 kut između pravaca izračunava se kao:
{\displaystyle \tan \beta ={\frac {k_{2}-k_{1}}{1+k_{1}k_{2}}}\,}

### Krivulje u ravni
Krivulja u ortogonalnom koordinatnom sustavu daje vezu između koordinata x i y i može se napisati kao funkcija.
Jednadžba krivulje se može napisati u eksplicitnom obliku
{\displaystyle y=f(x)\,}
u implicitnom obliku
{\displaystyle F(x,y)=0\,}
ili u parametarskom obliku
{\displaystyle x=x(t),\quad y=y(t)\,}
U polarnim koordinatama {\displaystyle (r,\psi )} jednadžba krivulje je
{\displaystyle r=f(\psi )\,}
ili
{\displaystyle F(r,\psi )=0\,}

#### Tangenta
Koeficijent kuta za tengentu jednog pravca u pravokutnim koordinatima je jednak derivaciji funkcije u točki dodira:
{\displaystyle k={\frac {dy}{dx}}={\frac {d\,f(x)}{dx}}\,}
{\displaystyle k=-{\frac {\frac {\partial F}{\partial x}}{\frac {\partial F}{\partial y}}}\,\quad {\text{(implicitan oblik)}}}
{\displaystyle k={\frac {y'(t)}{x'(t)}}\,\quad {\text{(parametarski oblik)}}}

#### Asimptote
S asimptotom jedne krive misli se na pravac takav da razdaljina između pravca i točke na krivoj ide prema nuli gdje točka ide u beskonačnost.
Ako se asimptota krivulje y = f(x) piše pomoću jednadžbe y = kx + m, onda se k i m određuju prema: 
{\displaystyle k=\lim _{x\rightarrow \infty }{\frac {f(x)}{x}},\quad m=\lim _{x\rightarrow \infty }[f(x)-kx]\,}

## Analitička geometrija u R3

### Koordinatni sustav
Koordinatni sustav u R3 koristi tri ravnine, obično okomite jedna na drugu. Točke presjeka se nazivaju  x-, y- i z-os. Ove tri ravnine označavaju se po ulaznim osama kao 
xy-ravnina, yz-ravnina i xz-ravnina.

#### Pravokutne koordinate

##### Kosinus smjera
Koordinate točke P' (x, y, z) su okomita udaljenost do yz-, xz- i xy-ravni.
Ako su {\displaystyle \alpha ,\,\beta ,\,\gamma \,} kutovi između vektora položaja duljine r i os onda je
{\displaystyle x=r\cos \alpha ,\quad y=r\cos \beta ,\quad z=r\cos \gamma }
gdje
{\displaystyle \cos \alpha ,\,\cos \beta ,\,\cos \gamma }
su kosinusi smjera označeni s a, b i c za koje vrijedi
{\displaystyle a^{2}+b^{2}+c^{2}=1\,}

##### Kut između dva pravca
Ako imamo dva pravca, OA1 s kosinusima smjera a1, b1 i c1 i OA2 s kosinusima smjera a2, b2 i c2, onda vrijedi za kut {\displaystyle \theta } između OA1 i OA2:
{\displaystyle \cos \theta =a_{1}a_{2}+b_{1}b_{2}+c_{1}c_{2}\,}

##### Rotacija koordinatnog sustava
S prijelazom iz pravkokutnog koordinatnog sustava (xyz) u jedan drugi (x'y'z') sa zajedničkim koordinatnim početkom ali različitim smjerovima osi i smjerovima kosinusa u xyz-osi označenim
za x'-os sa {\displaystyle (a',b',c')\,}
za y'-os sa {\displaystyle (a'',b'',c'')\,}
za z'-os sa {\displaystyle (a''',b''',c''')\,}
biće transformacije
{\displaystyle {\begin{aligned}x&=a'x'+b'y'+c'z'\\y&=a''z'+b''y'+c''z'\\z&=a'''x'+b'''y'+c'''z'\end{aligned}}{\begin{aligned}\qquad x'&=a'x+a''y+a'''z\\y'&=b'x+b''y+b'''z\\z'&=c'x+c''y+c'''z\end{aligned}}}

##### Udaljenost između dvije točke
Udaljenost d između točaka (x1, y1, z1) i (x2, y2, z2) je
{\displaystyle d={\sqrt {(x_{2}-x_{1})^{2}+(y_{2}-y_{1})^{2}+(z_{2}-z_{1})^{2}}}\,}
Ako su a, b i c kosinusi pravca za pravac između dvije točke, onda se izračunavaju kao
{\displaystyle a={\frac {x_{2}-x_{1}}{d}},\quad b={\frac {y_{2}-y_{1}}{d}},\quad c={\frac {z_{2}-z_{1}}{d}},\,}

### Ravnina u R3
Ako je (x0, y0, z0) jedinični vektor do jedne točke u ravnini i (A, B, C) je okomit vektor na ravninu, može se jednadžba ravnine napisati kao skalrarni proizvod okimitog vektora i vektora (x - x0, y - y0, z - z0):
{\displaystyle (A,B,C)(x-x_{0},y-y_{0},z-z_{0})=0\,}
što daje generalni oblik jednadžbe ravni kao
{\displaystyle Ax+By+Cz+D=0\,}
gdje je D
{\displaystyle -(Ax_{0}+By_{0}+Cz_{0})\,}
Jednadžba prvog reda predstavlja uvijek ravnunu. Cosinusi pravca za okomicu ravnine su
En ekvation av första graden representerar alltid ett plan. Riktningscosinerna för planets normal är
{\displaystyle {\frac {A}{\pm {\sqrt {A^{2}+B^{2}+C^{2})}}}},\quad {\frac {B}{\pm {\sqrt {A^{2}+B^{2}+C^{2})}}}},\quad {\frac {C}{\pm {\sqrt {A^{2}+B^{2}+C^{2})}}}},\,}
Znak pred korijenom se izabire tako da je 
{\displaystyle {\frac {D}{\pm {\sqrt {A^{2}+B^{2}+C^{2})}}}}\,} uvijek pozitivan. Na taj način je okomica usmjerena prema ravninoj "pozitivnoj" strani.

#### Okomiti oblik
Dijeljenjem sa
{\displaystyle \pm {\sqrt {A^{2}+B^{2}+C^{2})}}\,}
dobijemo jednadžbu ravni u okomitom obliku
{\displaystyle x\cos \alpha +y\cos \beta +z\cos \gamma =p\,}
gdje su{\displaystyle \alpha ,\beta ,\gamma } kutovi koje okomica na ravac čini s koordinatnim osama a p je udaljenost okomice od koordinatnog početka pa do ravnine.

#### Vektorski oblik
Jednadžba ravni s okomitim vektorom n, datom točkom r0 i r kao jediničnim vektorim za proizvoljnu točku
(x, y, z) u ravnini je
{\displaystyle (\mathbf {r} -\mathbf {r} _{0})\mathbf {n} =0\,}

### Udaljenost točke od ravnine
Koordinate točke se pišu u okomitom obliku ravnine
{\displaystyle x\cos \alpha +y\cos \beta +z\cos \gamma -p=0\,}
a udaljenost je onda jednaka lijevoj strani jednadžbe s predznakom '-' ako točka i koordinatni početak se nalaze na istoj strani ravnine, inače s predznakom '+'.
Primjer:
Izračunati udaljenost od točke (1, -3, 2) do ravnine
{\displaystyle x+2y-2z+6=0\,}
Jednadžba ravnine u okomitom obliku
{\displaystyle {\frac {x+2y-2z+6}{-3}}=0;\quad d={\frac {1-3\cdot 2-2\cdot 2+6}{-3}}=1\,}

### Kut između dvije ravnine
Kut {\displaystyle \omega } između dvije ravnine
{\displaystyle A_{1}x+B_{1}y+C_{1}z+D_{1}=0\,}
{\displaystyle A_{2}x+B_{2}y+C_{2}z+D_{2}=0\,}
izračunava se pomoću jednadžbe
{\displaystyle \cos \omega ={\frac {A_{1}A_{2}+B_{1}B_{2}+C_{1}C_{2}}{{\sqrt {A_{1}^{2}+B_{1}^{2}+C_{1}^{2}}}{\sqrt {A_{2}^{2}+B_{2}^{2}+C_{2}^{2}}}}}\,}
Ako su okomiti vektori na ravninu poznati može se skalarni proizvod okomitih vektora upotrijebiti da bi se izračunao kut između ravnine:
{\displaystyle \cos \omega ={\frac {\mathbf {n} _{1}\mathbf {n} _{2}}{|\mathbf {n} _{1}||\mathbf {n} _{2}|}}\,}

### Pravac
Pravac se može smatrati presjekom između dvije ravnine i može se napisati uz pomoć jednadžbi prvog reda
{\displaystyle A_{1}x+B_{1}y+C_{1}z+D_{1}=0\,}
{\displaystyle A_{2}x+B_{2}y+C_{2}z+D_{2}=0\,}
Pravac se može napisati pomoću točke P = (x0, y0, z0) na pravcu i vektora pravca u:
U parametarskom obliku vrijedi za jednu točku (x, y, z) na pravoj liniji:
{\displaystyle (x,y,z)=(x_{0},y_{0},z_{0})+\lambda (a,b,c)\,}
ili
{\displaystyle x=x_{0}+a\lambda \,}
{\displaystyle y=y_{0}+b\lambda \,}
{\displaystyle z=z_{0}+c\lambda \,}
gdje su a, b i c koeficijenti pravca,
ili poslije eliminiranja parametara
{\displaystyle {\frac {x-x_{0}}{a}}={\frac {y-y_{0}}{b}}={\frac {z-z_{0}}{c}}\,}
U vektorskom obliku jednadžba pravca se može napisati kao
{\displaystyle \mathbf {r} =\mathbf {r} _{0}+t\mathbf {u} \,}

### Krive linije u R3
Kriva linija u R3 može nastati na više načina:
Kao presjekk dvije površine:
{\displaystyle F_{1}(x,y,z)=0\quad F_{2}(x,y,z)=0\,}
U parametarskom obliku:
{\displaystyle x=x(t)\quad y=y(t)\quad z=z(t)\,}
U vektorskom obliku:
{\displaystyle \mathbf {r} =x(t)\mathbf {i} +y(t)\mathbf {j} +z(t)\mathbf {k} \,}
Primjer:
Uvrnuta kriva linija se može napisati u parametarskom obliku kao
{\displaystyle x=r\cos(t)\quad y=r\sin(t)\quad z=kt\,}

#### Dužina luka
Dužina luka na krivoj liniji je
{\displaystyle ds={\sqrt {dx^{2}+dy^{2}+dz^{2}}}\,}
Dužina luka između t0 i t je
{\displaystyle s=\int _{t_{0}}^{t}{\sqrt {x'(t)^{2}+y'(t)^{2}+z'(t)^{2}}}dt\,}

#### Tangenta
Jednadžba tangente u vektorskom obliku je
{\displaystyle \mathbf {t} =\left({\frac {d\mathbf {r} }{ds}}\right)_{0},\quad \mathbf {r} =\mathbf {r_{0}} +\lambda \left({\frac {d\mathbf {r} }{ds}}\right)_{0}\,}

#### Okomita ravan
Jednadžba u vektorskom obliku za okomitu ravninu u točki s je
{\displaystyle (\mathbf {r} -\mathbf {r_{0}} )\left({\frac {d\mathbf {r} }{ds}}\right)_{0}=0\,}

#### Dodirna ravnina
U točki na krivoj liniji u R3 može se općenito dodati nebrojeno mnogo tangentnih ravni krivulji. Tangentna ravnina koja je kao najbliža naslonjena na krivu liniju se naziva dodirna ravnina i ima jednadžbu
{\displaystyle A(x-x_{0})+B(y-y_{0})+C(z-z_{0})=0\,}
gdje se A, B i C izračunavaju iz formula
{\displaystyle A=y'(s)z''(s)-z'(s)y''(s)\,}
{\displaystyle B=z'(s)x''(s)-x'(s)z''(s)\,}
{\displaystyle C=x'(s)y''(s)-y'(s)x''(s)\,}
ili u vektorksom obliku
{\displaystyle (\mathbf {r} -\mathbf {r} _{0})\left({\frac {d\mathbf {r} }{ds}}\times {\frac {d^{2}\mathbf {r} }{ds^{2}}}\right)_{0}=0\,}

#### Glavna okomica
Okomica krivulje koja leži u dodirnoj ravnini se naziva glavna okomica. Njen pravac je isti kao i pravac vektora
{\displaystyle \left({\frac {d^{2}\mathbf {r} }{ds^{2}}}\right)_{0}\,}
Dužina ovog vektora se naziva  krivina K, a vektoor se naziva zakrivljenim vektorom:
{\displaystyle K=\left|{\frac {d^{2}\mathbf {r} }{ds^{2}}}\right|_{0}={\sqrt {\left({\frac {d^{2}x}{ds^{2}}}\right)_{0}^{2}+\left({\frac {d^{2}y}{ds^{2}}}\right)_{0}^{2}+\left({\frac {d^{2}z}{ds^{2}}}\right)_{0}^{2}}}\,}

### Površine u R3
Površina u R3 može se napisati u parametarskom obliku
{\displaystyle x=x(u,v)\,}
{\displaystyle y=y(u,v)\,}
{\displaystyle z=z(u,v)\,}
ili u vektorskom obliku
{\displaystyle \mathbf {r} =\mathbf {r} (u,v)\,}
Jednadžba se može također dati kao
{\displaystyle F(x,y,z)=0\,}
ili
{\displaystyle z=f(x,y)\,}
U ovom drugom slučaju x i y se mogu smatrati paramtrima, a odakle slijedi jednadžba u parametarskom obliku:
{\displaystyle {\begin{aligned}x&=u\\y&=v\\z&=f(u,v)\,\end{aligned}}}

#### Linijski element
{\displaystyle {\begin{aligned}d\mathbf {r} ^{2}&=ds^{2}=dx^{2}+dy^{2}+dz^{2}=\\&=\left[1+\left({\frac {\partial z}{\partial x}}\right)^{2}\right]dx^{2}+2{\frac {\partial z}{\partial x}}{\frac {\partial z}{\partial y}}dx\,dy+\left[1+\left({\frac {\partial z}{\partial y}}\right)^{2}\right]dy^{2}\,\end{aligned}}}

#### Jednadžba tangente ravnine
Ako je jednadžba površine
{\displaystyle F(x,y,z)=0\,}
može se jednadžba tangente ravni napisati u dodirnoj točki 
(x0, y0, z0):
{\displaystyle (x-x_{0})F_{x_{0}}'+(y-y_{0})F_{y_{0}}'+(z-z_{0})F_{z_{0}}'=0\,}
ili u vektorskom obliku kao 
{\displaystyle (\mathbf {r} -\mathbf {r} _{0})({\text{grad}}\,F)_{0}=0\,}

#### Jednadžba okomice na površinu
Ako je jednadžba površine
{\displaystyle F(x,y,z)=0\,}
onda vrijedi za okomicu površine u točki
(x0, y0, z0):
{\displaystyle {\frac {x-x_{0}}{F_{x_{0}}'}}={\frac {y-y_{0}}{F_{y_{0}}'}}={\frac {z-z_{0}}{F_{z_{0}}'}}\,}
ili
{\displaystyle \mathbf {r} -\mathbf {r} _{0}=\lambda ({\text{grad}}\,F)_{0}\,}